# Splatoon (серия игр)
Splatoon (яп. スプラトゥーン Супурату:н, "splat" с англ. — «клякса» + "platoon" с англ. — «отряд») — серия игр в жанре шутера от третьего лица от Nintendo и созданная под руководством Хисаси Ногами. Действие происходит на Земле будущего, чью сушу после массового вымирания заселили эволюционировавшие морские существа, среди которых антропоморфные инклинги и осьмолинги — потомки кальмаров и осьминогов соответственно, способные принимать гуманоидную форму. Они любят устраивать так называемые чернильные войны, где с помощью оружия стараются закрасить как можно больше территории и победить команду противника. В форме моллюска они могут прятаться в чернилах и быстро передвигаться в них.
Первая игра серии — Splatoon, была выпущена для игровой приставки Wii U в мае 2015 года. Её сиквел под названием Splatoon 2, был выпущен для Nintendo Switch в июле 2017 года, в июне 2018 года было выпущено дополнение к игре — Octo Expansion. В сентябре 2022 года для той же приставки вышла третья часть Splatoon 3. Игры получали положительные отзывы со стороны игровых критиков, хваливших художественный стиль, игровой процесс и саундтрек. Первые две игры серии были номинированы и удостоены нескольких наград. Тираж копий игр составил 18 миллионов копий.
Рекламные кампании и «сплатфесты» — внутриигровые мероприятия в Splatoon проводились часто в сотрудничестве с другими компаниями или знаменитостями. В 2018 году была образована сеть киберспортивных турниров в Splatoon 2. По мотивам игр была выпущена серия манги, а также организовывались голографические музыкальные концерты в Японии.

## Игровой процесс

### Битва за территорию

Инклинги из жёлтой команды с помощью дальнобойного оружия отвоёвывают зону у фиолетовой команды в режиме игры «Бой за зоны».

Игры серии Splatoon это шутеры от третьего лица, чья определяющая особенность — многопользовательский PvP-режим где две команды по четыре человека управляют инклингами или осьмолингами, попадают на игровую арену и должны в течение нескольких минут закрасить как можно больше территории своей краской. Для этого требуется использовать разное оружие, например валик позволяет быстро закрашивать территорию, а пистолеты позволяют стрелять краской на дальние расстояния. Краска противника имеет всегда другой цвет и наносит урон инклингу. Важно не только закрашивать местность, но и мешать противникам закрашивать арену, попав по ним достаточным количеством краски, их можно убить. В этом случае инклинг возвращается в точку респауна у начала арены и может дальше продолжать игру до окончания раунда.
Инклинг или осьмолинг может принимать два облика — гуманоидную, в которой он бегает и использует оружие и форму кальмара/осьминога. Вторая форма позволяет быстро плавать в чернилах своей команды, при этом никто из других игроков не будет видеть персонажа, что позволяет устраивать засады для противников. Стреляя и разбрасываясь краской, инклинги или осьмолинги растрачивают запас краски, которую можно восполнить, плавая в распылённой краске. Игроки могут использовать и вспомогательные способности, привязанные к оружию, например бросать бомбы, лечить других или залить краской всё вокруг себя.
Помимо классической битвы за территорию, игры серии предлагают дополнительные «бои элиты», требующие например закрасить чернилами определённые зоны, установить контроль над башнями, доставить мегакарпа к точке респауна противников, собрать как можно устроболов итд. В отличие от основных боёв, ранг в элитных боях повышается только при выигрыше, но понижается при поражении команды. При достижении лучшего ранга, игрок сможет принять участие в «Боях Лиги», стремясь собрать как можно больше очков и попав в чарт лучших игроков

### Salmon Run
Splatoon 2 и Splatoon 3 предлагают PvE-режим, где четыре игрока должны вместе сражаться с помощью краски против полчища рыб-самонидов. Помимо стандартных врагов это гораздо более опасные самониды-боссы, для их победы требуется подобрать правильный момент или найти уязвимое место. Убитый босс оставляет после себя четыре золотые икринки, которые необходимо собирать в корзину. Игра делится на три захода, каждый раз требуется набрать определённое количество золотой икры и сбросить в общую корзину за ограниченное время, по истечении времени и с началом следующего захода игроков перебрасывает в другую часть игровой карты. Сама карта с каждым заходом меняет свой размер вместе с изменением уровня воды, обнажая или скрывая дополнительные участки суши.
Игрок получает случайное оружие, которое меняется с каждым заходом. Каждый заход сложнее предыдущего, на игроков нападает всё большее количество боссов. Если игрока убивает симонид, на его месте остаётся спасательный круг, который может медленно перемещаться и нести с собой икринку. Его может воскресить другой игрок, стреляя по кругу краской. Если по истечении времени команда не успеет собрать и закинуть в корзину нужное количество икринок, игра будет считаться проигранной, также смерть всех игроков закончится провалом вне зависимости от количества собранной игры. Успешное прохождение даёт игроку бонусы и повышает его ранг. Чем он выше, тем сложнее будет прохождение трёх этапов, игра подбирает команды из игроков с похожими рангами, подбирая уровень с нужной сложностью.

### Одиночное прохождение
Помимо многопользовательских режимов, игры серии Splatoon предлагают одиночное прохождение, где игрок должен проходить уровни-платформеры. Одиночный режим поделён на несколько карт, игрок может открыть доступ к новой карте, пройдя все уровни на предыдущей карте и победив игрового босса. Каждый уровень прохождения требует преодолевать препятствия, решать головоломки и сражаться с осьморянами — представителями вражеской октолингам цивилизации. Сами вражеские NPC делятся на несколько типов, помимо рядовых солдат имеются осьморяне-снайперы, стреляющие на дальние расстояния или осьмолинги, способные прятаться в чернилах, есть также вражеские роботы, заливающие территорию краской или наоборот вычищающие территорию от краски.
На конце каждого уровня есть вольторыба, освобождение которой является главным условием успешного прохождения. Уровни имеют точки сохранения, у игрового персонажа есть три жизни, после смерти игра продолжается на последней точки сохранения, после третьей смерти прохождение начинается заново. Игра сама подбирает на каждом уровне оружия для инклинга, третья часть позволяет выбрать одно из нескольких оружий

## Сюжет
Событие в играх происходит через 12 000 лет после того, как человечество вымерло после всемирного потопа в результате глобального потепления. За 2000 лет до игровых событий вода отступила, обнажив опустевшею сушу, на которую стали выбираться жители океана и эволюционировать, адаптируясь к жизни на суше. Самыми многочисленными и государствообразующими народами стали инклинги (англ. inklings) и осьморяне (англ. octarian) — разумные кальмары и осьминоги. Научившись принимать гуманоидную форму, они начали выстраивать свои государства, подражая остаткам человеческой цивилизации. Так был построен Инкополис (англ. Inkopolis) — основное место действия почти во всех играх. Долгое время все разумные виды жили в мире, но из-за затопления большей части суши за 100 лет до событий, осьморяне развязали войну с инклингами за территории но проиграли её. Они были вынуждены отстроить свои города под землёй и жаждут отомстить за своё поражение. С тех пор «война за территорию» (англ. Turf War) стала самым популярным видом спорта у инклингов. Согласно правилам две команды должны закрасить своими чернилами как можно больше территории.
На момент событий первой Splatoon подземные города осьморян начали рушиться, вынуждая их воровать вольторыб (англ. zapfish) — рыб, производящих электричество, — важный источник энергии для городов инклингов. Осьморяне хотят развязать новую войну. Возвращение вольторыб для предотвращения войны выступает основной задачей в одиночном прохождении. К началу событий Splatoon 2, побеждённый злодей DJ Октавио сбежал, возрождает план по захвату Инкополиса и украл Кэлли — одну из поп-див из первой части. Одновременно городу угрожает армия самонидов (англ. salmonid), обитающих в загрязнённых радиацией водах возле Инкополиса.
Событие в Splatoon 3 разворачивается через 5 лет после событий Splatoon 2 в городе Плюхтон (англ. Splatsville). Игровой персонаж отправляется Альтерну (англ. Alterna) чтобы выяснить природу происхождения таинственного вещества шерстуденя (англ. fuzzy ooze), и как оно связано с исчезновением войск осьморян.
Время в играх течёт параллельно настоящему времени, то есть годы, прошедшие между событиями в играх совпадают со временем между выпусками игр. На дальнейшее развития сюжета в следующей игре влияют итоги голосования в сплатфестах в предыдущих играх.

## Игры
| 2015 | Splatoon       |
| 2016 |                |
| 2017 | Splatoon 2     |
| 2018 | Octo Expansion |
| 2019 |                |
| 2020 |                |
| 2021 |                |
| 2022 | Splatoon 3     |

### Splatoon
Оригинальная Splatoon была разработана для Wii U компанией Nintendo Entertainment Analysis & Development. Компания хотела создать свой первый многопользовательский шутер. Разработка началось из идеи игровой арены, на которой две команды четыре против четырёх пытались закрасить как можно больше территории. На этой основе разрабатывался весь игровой процесс и внутриигровой мир. В итоге основными персонажами было решено сделать инклингов — кальмароподобных существ, способных мгновенно менять форму между кальмаром и человеком, позволяя им бегать по арене и использовать оружие, а также прятаться и плавать в чернилах в форме кальмара.
Выход Splatoon состоялся в мае 2015 года и включал как многопользовательский режим, так и одиночное сюжетное прохождение. Игра, как дебютный тайтл совершенно новой игровой серии от Nintendo получила положительные отзывы у критиков и вызвала ажиотаж в геймерском сообществе, не только из-за геймплейя, но и оригинального художественного стиля. Splatoon стала сенсацией на фоне слабых продаж приставки Wii U. В этих условиях игра стала хитом и способствовала продажам приставки.

### Splatoon 2

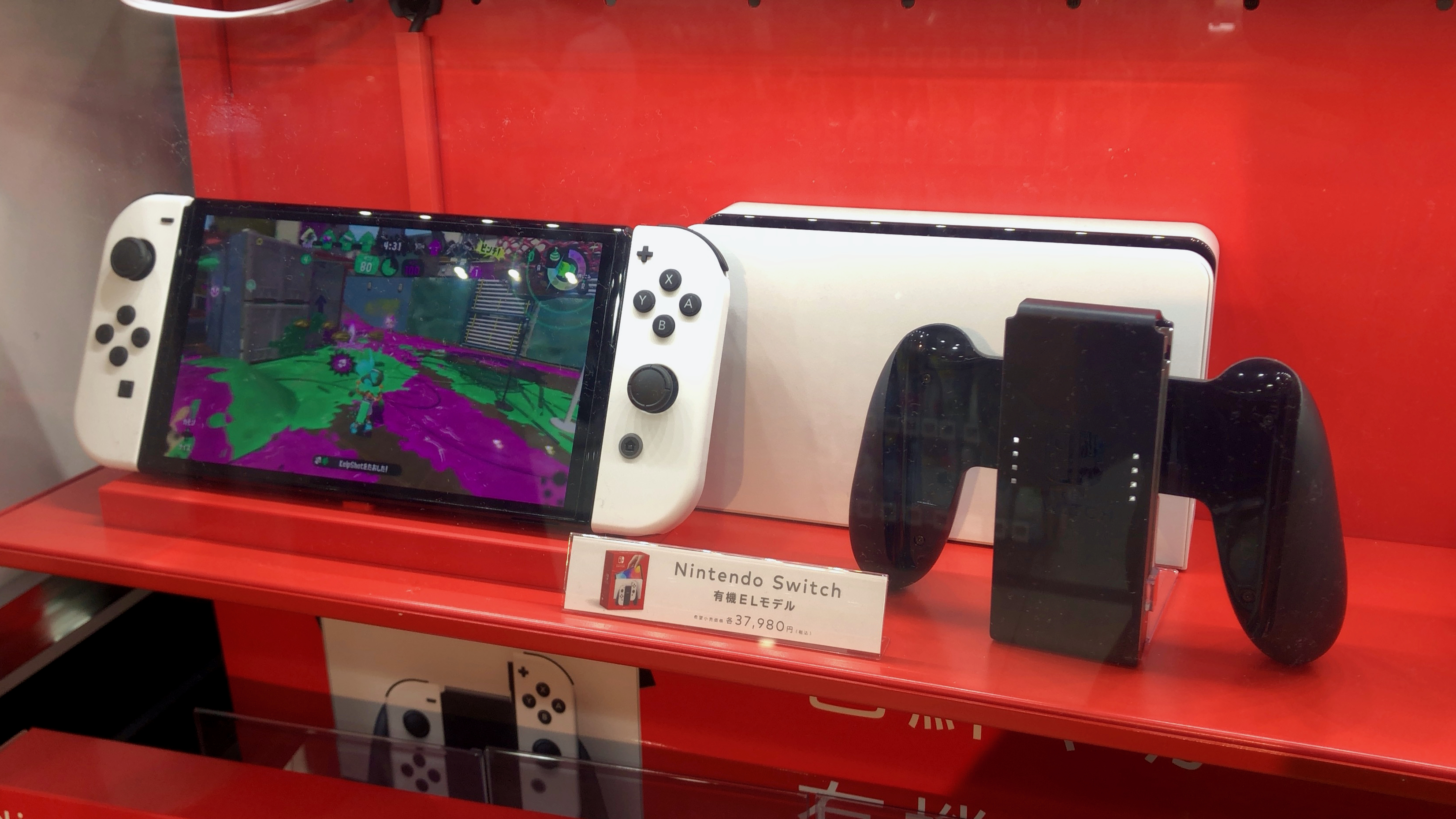
Splatoon 2 на Nintendo Switch

Splatoon 2 была разработана Nintendo Entertainment Planning & Development для Nintendo Switch. Игра в целом подобна её предшественнице, но улучшена и доработана во многих деталях с учётом пожеланий игроков. Действие происходит через два года после событий финального Сплатфеста в первой игре — внутриигрового фестивального события, на котором игроки голосовали за одну из двух главных героинь — сестер-кальмаров, и сражались в серии матчей за территорию. Итоги этого соревнования напрямую повлияли на историю в Splatoon 2.
Игра предоставила переработанный пользовательский интерфейс, приспособленный для сенсорного экрана Nintendo Switch, были добавлены новые карты, оружие и способности. Помимо традиционного PvP-мультиплеера и одиночного прохождения, в игру была добавлен PvE режим «Salmon Run», требующей команде игроков добывать икру и сражаться против полчища рыб, а также соревновательный многопользовательский режим «Устробол». К игре вышло платное дополнение Octo Expansion, добавившее новое одиночное прохождение и осьмолингов, как игровых персонажей. Оно было создано исходя из желаний игроков играть за осьмолингов, для этого разработчики хотели лучше раскрыть предысторию осьмолингов и их роль во вселенной игр. Дополнение вышло в июне 2018 года и стало доступно для загрузки подписчикам Switch Online Expansion Pass на момент анонса Splatoon 3.

### Splatoon 3
Третья часть для Nintendo Switch была выпущена в сентябре 2022 года. Незадолго до релиза игроки в рамках «Сплатфеста» могли опробовать демо-версию игры. Разработчики хотели выпустить игру с ещё более разнообразным игровым контентом, а также дополнительно раскрыть внутриигровую вселенную. Действие в игре происходит через пять лет после событий в Splatoon 2. На развитие сюжета повлиял итог опроса игроков во время последнего сплатфеста во второй части. Основным нововведением стала игра «Карты и район», в которой с помощью коллекционных карт можно закрашивать игровое поле. Каждая из карт обладает уникальным узором и специальным полем. Если игроку удаётся окружить ячейку специального поля, то он накапливает балл специальной атаки. Используя очки специальной атаки, игрок может перекрашивать области игрового поля, занятые оппонентом.

## Сплатфесты
В играх ежемесячно проводятся «Сплатфесты» — внутриигровые фестивальные мероприятия, где в начале игрокам задают вопрос и они выбирают команду на основе выбранного ответа. Например, игроков могут попросить выбрать майонез или кетчуп, или чем они предпочитают есть — вилкой или ложкой. В Splatoon 2, Сплатфесты включает кроссоверы с другими брендами от Nintendo, например Super Smash Bros. Ultimate и Super Mario, а также со сторонними компаниями, такими как McDonald’s, Uniqlo, Nike, Sanrio, Meiji, Pocky и NPB. В Splatoon 3 во время сплатфестов игрокам была предоставлена возможность уже выбирать между тремя ответами.
После голосования, игроки могут принять участие в серии матчей за территорию, собирая очки в пользу своей стороны. Набранное количество очков определяет победившую сторону.
Сплатфесты традиционно привлекали интерес у СМИ. Опросы касаются самых разнообразных тем, например предпочтения (кошки или собаки/искусство или наука), парадоксы (курица или яйцо) или любимые франшизы в рамках сотрудничества со сторонними компаниями, где игроки должны были выбрать любимых трансформеров, выбрать между «Черепашками-ниндзя» или «Губкой-Бобом» или предпочитаемыми блюдами от McDonald's.
Игроки, чья сторона в опросе набрала больше всего очков на матчах, получают внутриигровые награды. Однако есть особое исключение — итоговые сплатфесты, проходящие перед окончанием поддержки игры. В них игроки голосуют за темы, которые в итоге повлияют на развитие сюжета в игре-сиквеле. Например в первой Splatoon на последнем сплатфесте игроки голосовали за одну из сестёр-кальмаров, проигравшая героиня Кэлли в итоге стала антагонистом в Splatoon 2. Аналогично сеттинг к Splatoon 3 разрабатывался с учётом опросов на последнем сплатфесте в Splatoon 2 — «Хаос vs Порядок».

## В других медиа

### Печатные издания
В период с января 2016 года по март 2017 года в журнале Enterbrain Weekly Famitsu выпускались две серии веб-комиксов под названием Splatoon:Honobono Ika 4koma. Вторая серия комиксов под названием Play Manga была написана группой авторов додзинси. Они были опубликованы изданием Kadokawa Future Publishing в июне 2017 года.
В феврале 2016 года в журнале CoroCoro Comic начала выходить одноимённая манга после публикации ваншота в мае 2015 года. В 2017 году Viz Media приобрела права на публикацию манги в Северной Америке. В июле 2017 года был анонсирован выпуск анимированного комикса на канале CoroCoro в YouTube. По состоянию на февраль 2018 года, тираж манги составил более 800 000 копий, выход продолжается по сей день. В апреле 2017 года начала выпускаться манга под названием Splatoon: Squid Kids Comedy Show в журнале CoroCoro Comic. Viz Media приобрела права на публикацию этой манге в Северной Америке.

### Музыка

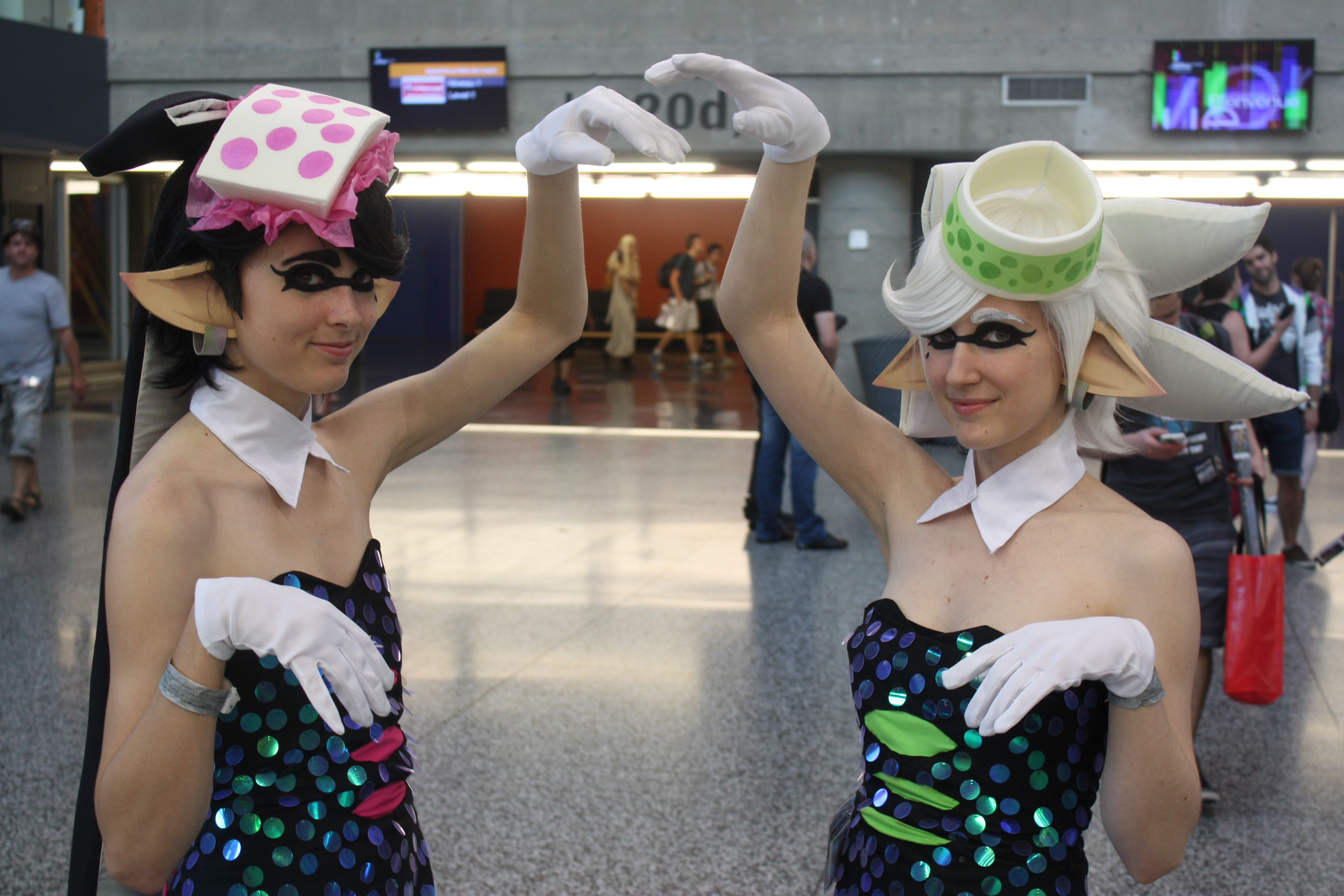
Косплей Кэлли и Мари — поп-див во вселенной Splatoon

Музыка играет особую роль во вселенной Splatoon. К каждой игре создаётся коллекция саундреков, являющихся компиляцией современных музыкальных жанров от японской поп-музыки, дабстепа, заканчивая Нью-Йоркским хип-хопом, все они исполнены разными вымышленными поп-звёздами, населяющими Инкополис — главное место действия в играх серии Splatoon. Артистам приписывают предысторию и свой музыкальный стиль. Nintendo стремится сформировать отдельный бренд вокруг вымышленных исполнителей вселенной Splatoon по аналогии Gorillaz или Daft Punk. В частности в каждой игре дебютирует дуэт женских идолов. Например в первой игре была представлена пара «сестричек-кальмаров» Кэлли и Мари, в Splatoon 2 дебютировали «дуэт Off the Hook» — Мариша и Жемчик, а в Splatoon 3 — Кулла, Мурия и Биг Ман в составе команды «DEEP CUT» — все они являются вымышленными айдолами, которые устраивают внутриигровые музыкальные концерты.
С участием айдолов из игры организовывались и реальные голографические концерты. Первый такой концерт с участием «сестричек-кальмаров» под названием «Squid Sisters Live» был проведён в Японии. Он был приурочен к продаже миллиона копий игры Splatoon. Аналогичные концерты проводились на мероприятиях Niconico Tokaigi, Chokaigi и Niconico Cho Party в Японии, а также на выставке Japan Expoво Франции, Париже. После выхода Splatoon 2, уже с участием голографических изображений Мариши и Жемчик в японии была организованна новая серия голографических концертов в 2018 году. Записи с концертов вошли в музыкальные альбомы. Первый голографический концерт уже с участием «DEEP CUT» был организован в октябре 2022 года.
Помимо вышеописанных персонажей, Nintendo записывает песни с участием других вымышленных музыкантов и групп, хотя их персонажи не появляются в самих играх, Nintendo публикует изображения этих персонажей, стилизованных под обложки треков, а также составляет вымышленные истории для этих певцов, распады музыкальных групп и объединения в новые.
Первый официальный саундтрек Splatune был выпущен Enterbrain в Японии, в октябре 2015 года. Саундреки к Splatune 2 и её дополнению Octo Expansion — Octotune, были выпущены в ноябре 2017 года и в июле 2018 года. Альбом к ко второй части попал в список самых продаваемых по данным Billboard Japan.

## Киберспорт

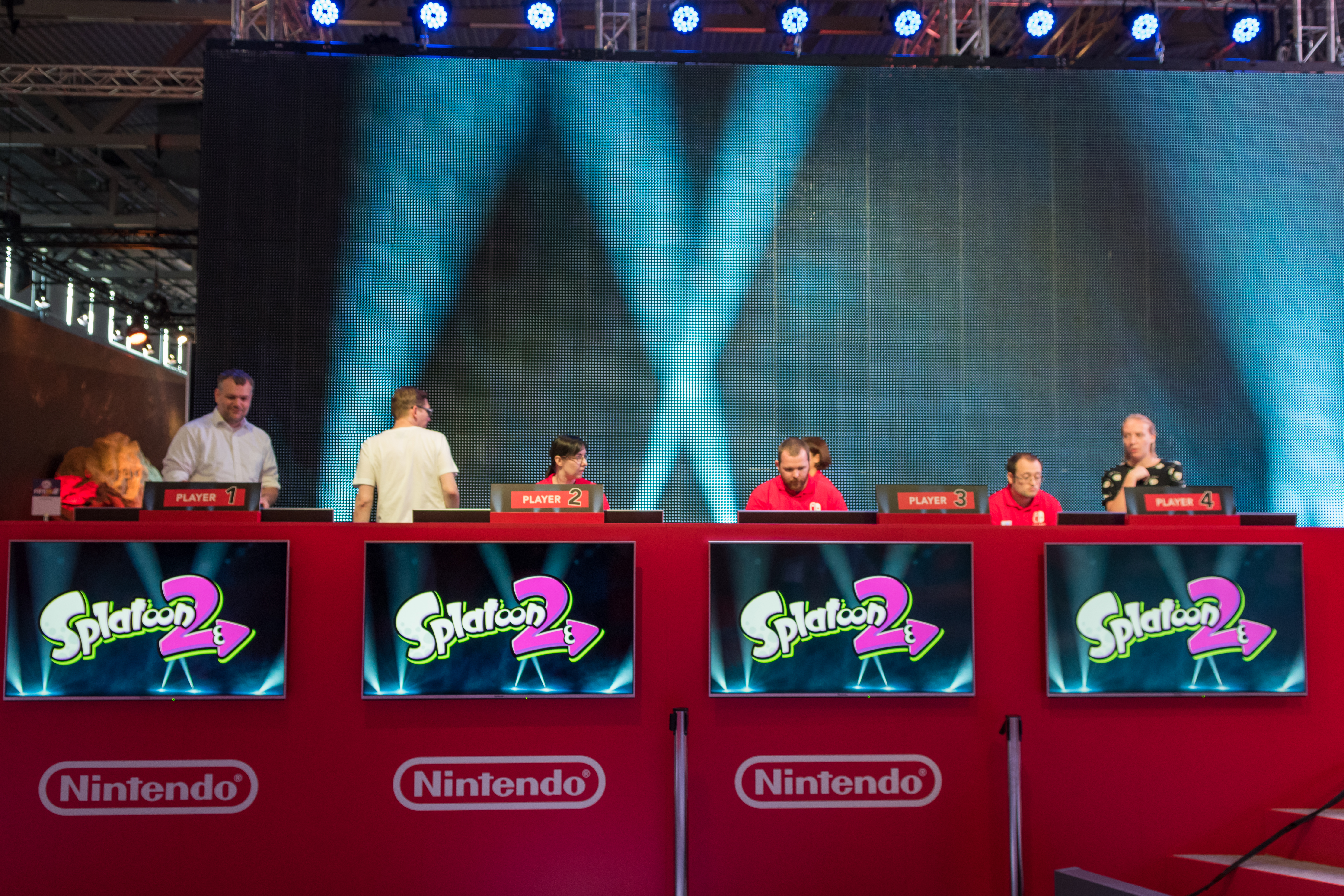
Кибертурнир Splatoon 2 на Gamescom

При наличии соревновательных режимов в первой Splatoon, первые соревновательные киберспортивные турниры со спонсируемыми призами начали проводиться ещё в 2016 году в 40 городах Японии.
С выпуском Splatoon 2, Nintendo учредила «Мировой чемпионат по Splatoon 2» и начала проводить соревновательные турниры с 2018 года. Команды из четырех человек соревнуются на онлайн-квалификациях или живых турнирах, игроков с лучшими показателями приглашают в Мировой чемпионат по Splatoon 2, проводимые параллельно с другими событиями на мировых чемпионатах от Nintendo, одновременно с чемпионатами по такими играм, как например Super Smash Bros. Ultimate. Эти мероприятия как правило организуются во время выставок E3 и транслируются в прямом эфире. В 2018 году Японская профессиональная бейсбольная лига организовала совместно с Nintendo профессиональную лигу Splatoon Esports League, это стало частью моды традиционных спортивных лиг организовывать киберспортивные лиги.

## Восприятие
| Игра       | GameRankings  | Metacritic |
| ---------- | ------------- | ---------- |
| Splatoon   | Wii U: 81.54% | Wii U: 81  |
| Splatoon 2 | —             | NS: 83     |
| Splatoon 3 | —             | NS: 83     |

Все игры серии Splatoon в целом были хорошо приняты игровыми критиками, серию хвалили за переосмысление жанра шутеров от третьего лица. Первая игра серии стала сенсацией, даже на фоне того, что она была эксклюзивной для провальной игровой приставки Wii U. Всего было продано около пяти миллионов копий игры по всему миру. Тем не менее Splatoon оставалась недоступной для большинства игроков, которые слышали об игре и хотели бы в неё поиграть, но не готовы были ради этого покупать приставку. Ситуация поменялась с выходом Splatoon 2 для Nintendo Switch. Её совокупные продажи составили около 14 миллионов копий. 

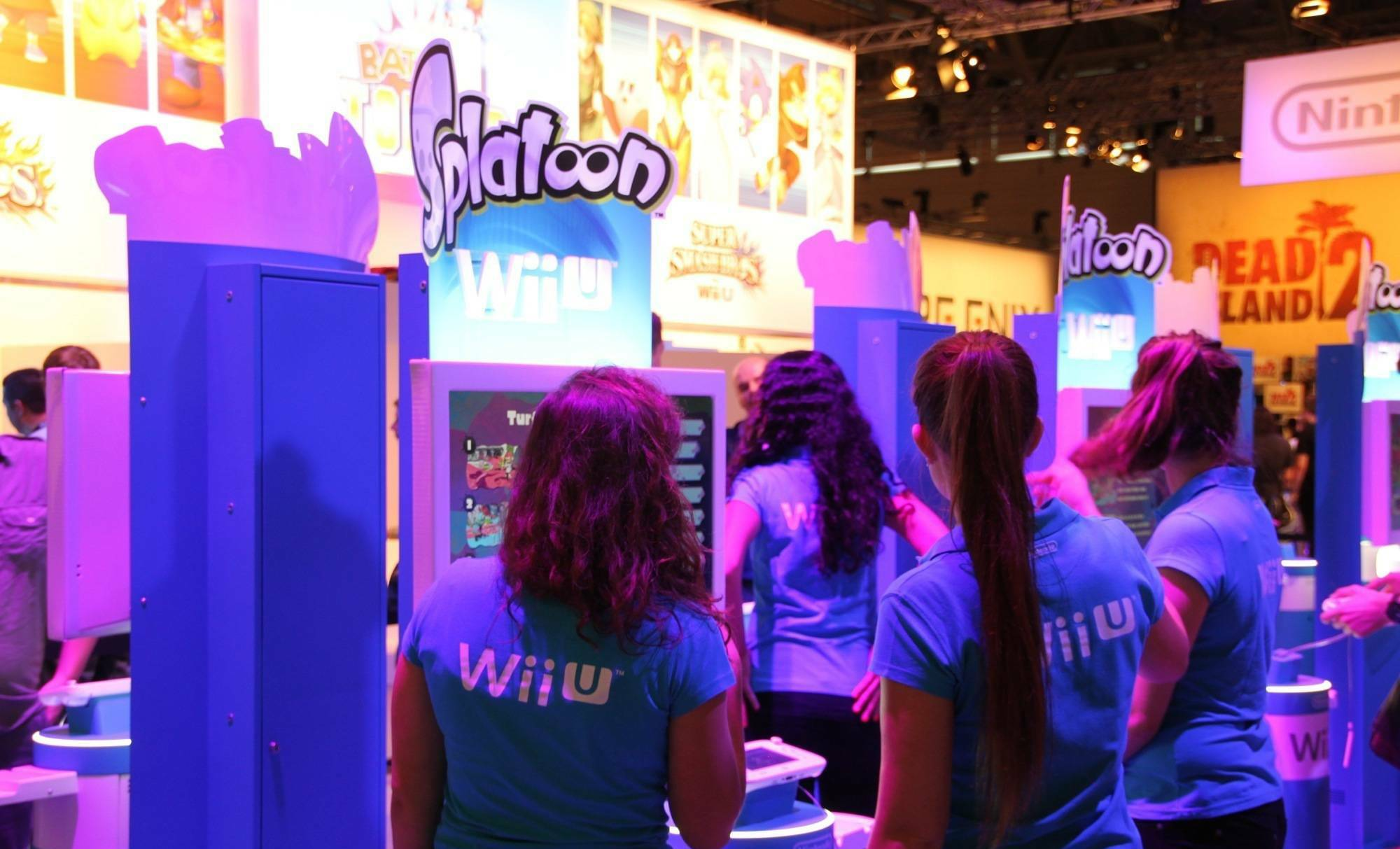
Посетители Gamescom играют в Splatoon

Первые две игры серии получили множество номинаций и наград от различных игровых изданий и организаций. Благодаря проработанности внутриигрового мира и дизайна инклингов, серия Splatoon стала рассматриваться, как один из самых ярких и узнаваемых игровых брендов в том числе и благодаря активному сотрудничеству с разными сторонними компаниями в продвижении игр. В играх серии особое внимание уделяется музыке, моде и образу персонажей-подростков, поэтому эта серия особо привлекает молодых игроков. Франшиза известна своими музыкальными композициями, охватывающими самые разные современные музыкальные жанры. По мнению Томаса Энга, пианиста королевского балета, музыка является неотъемлемой частью вселенной Splatoon.
Со слов представителя WUSF, Nintendo ворвалась со своей красочной и модной игрой в жанровую среду шутеров, наполненную ультранасилием и враждебно настроенными геймерами. На фоне сверх конкурентных шутеров, игры серии Splatoon имеют низкий входной порог и дружелюбны к казуальным игрокам. Франшиза сформировала вокруг себя демографически разнообразное, открытое и гостеприимное игровое сообщество, у неё появилась своя преданная фанатская база. Игры Splatoon назывались подходящими для новичков, желающих познакомиться с шутером, как игровым жанром.
Игры серии Splatoon приобрели особую популярность у игроков из числа ЛГБТК+. Это обусловлено отсутствием онлайн-чата в соревновательном режиме, исключающим токсичных игроков и философией самих игр, поощряющих моду, самовыражение и наполненных яркими и модными мотивами, напоминающих квир-эстетику. Splatoon 2 породила такое явление, как «гей-сквидпостинг». Каждый игрок может создать простое изображение или подпись, которые могут увидеть другие игроки. В результате Инкополис во второй части мог быть заполнен персонажами с надписями «я гей», «я люблю мужчин» и любых других фраз, связанных с ЛГБТ.
Splatoon была удостоена звания лучшего шутера и лучшей игрой с многопользовательским режимом на вручении The Game Awards 2015, лучшей семейной игры и лучшей игры от Nintendo на 33-й церемонии вручения наград Golden Joystick Awards . Splatoon 2 была номинирована на премию The Game Awards 2017, как лучшая семейная и многопользовательская игра, а также как лучшая сетевая игра на вручении BAFTA.

## Наследие
Персонажи из Splatoon, в частности инклинги, появлялись в других играх от Nintendo, таких как Super Mario Maker для Wii U , Mario Kart 8 Deluxe и Super Smash Bros. Ultimate на Nintendo Switch. Последняя игра предоставляет игровую сцену — башни Морей, 26 музыкальных треков и трофей-помощника по мотивам «Сестриц-кальмаров». В игре Animal Crossing: Pocket Camp в сентябре 2018 года было организованно событие по мотивам Splatoon.  Также тематические предметы можно приобрести в Animal Crossing: New Leaf, просканировав amiibo-фигурки инклингов. В июле 2019 года, в честь последнего сплатфеста в Splatoon 2, игровая тема была доступна в игре .
Цифровая копия NES Zapper  — игрового гаджета к NES появляется, как одно из оружий во всех трёх играх серии Splatoon. После этого она стала популярным предметом коллекционирования у геймеров.
Водяные пистолеты, созданные по образу оружия из Splatoon продаются, как игрушки. Мерчевые товары по теме Splatoon в целом распространены и пользуются популярностью.